# Hypogastrura ghirkani
Hypogastrura ghirkani (лат.) — вид коллембол из семейства Hypogastruridae.
Азербайджан: Гирканский заповедник (отсюда и видовое название). Обнаружены в трухе в дупле дуба.

## Описание
Мелкие шестиногие ногохвостки с прыгательной вилкой снизу на четвёртом сегменте брюшка. Длина около 1 мм (до 1,2 мм). Окраска серо-голубая. От близких видов отличаются следующими признаками: крупные анальные шипы; тонкая грануляция покровов; на пятом сегменте брюшка 3-4 гранулы; первый членик усика с восемью щетинками; на вентральной трубе 5+5 хет; зацепка на третьем сегменте брюшка с 4+4 зубцами; дорсальная поверхность денса с шиповидными гранулами.